# 韋里亞察
48°9′57″N 23°9′37″E / 48.16583°N 23.16028°E
韋里亞察（烏克蘭語：Веряця）是烏克蘭西部的村莊，隸屬外喀爾巴阡州貝雷霍韋區的科罗莱沃市镇。該村面積4,173平方公里，海拔高度158米，2001年人口2,032，人口密度每平方公里0.49人。